# Nixi, Anhui
Nixi är en köping i östra Kina. Den ligger i Dongzhi härad i staden Chizhou i provinsen Anhui, omkring 230 kilometer söder om provinshuvudstaden Hefei. Antalet invånare är 19 309. Befolkningen består av 9 421 kvinnor och 9 888 män. Barn under 15 år utgör 16,0 %, vuxna 15-64 år 73 %, och äldre över 65 år 10,0 %.